# Führerbau
L'edificio del Führerbau (it. "Palazzo del Führer") è stato costruito tra il 1933 e il 1937 dall'architetto Paul Ludwig Troost in Königsplatz a Monaco di Baviera nel quartiere di Maxvorstadt. I progetti iniziali per la costruzione sono del 1931. Fu completato tre anni dopo la morte di Troost da Gall Leonhard.

## Storia

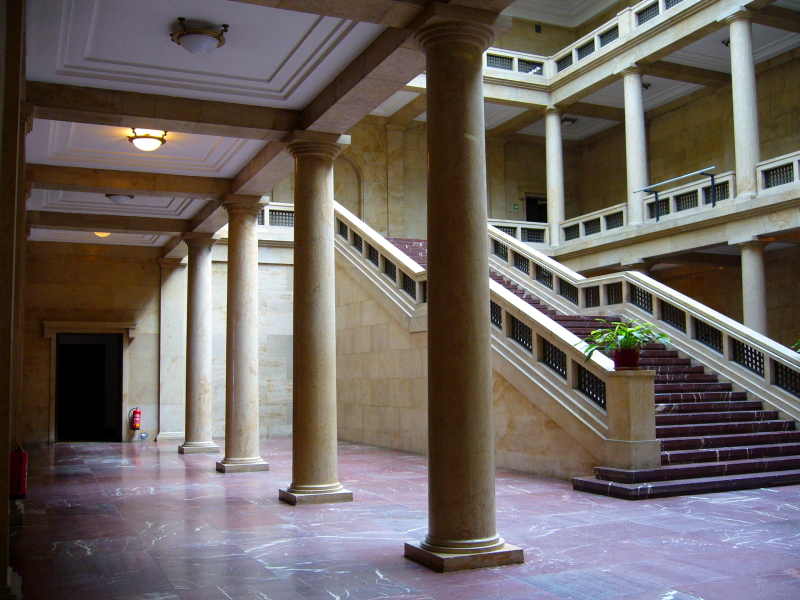
Veduta interna

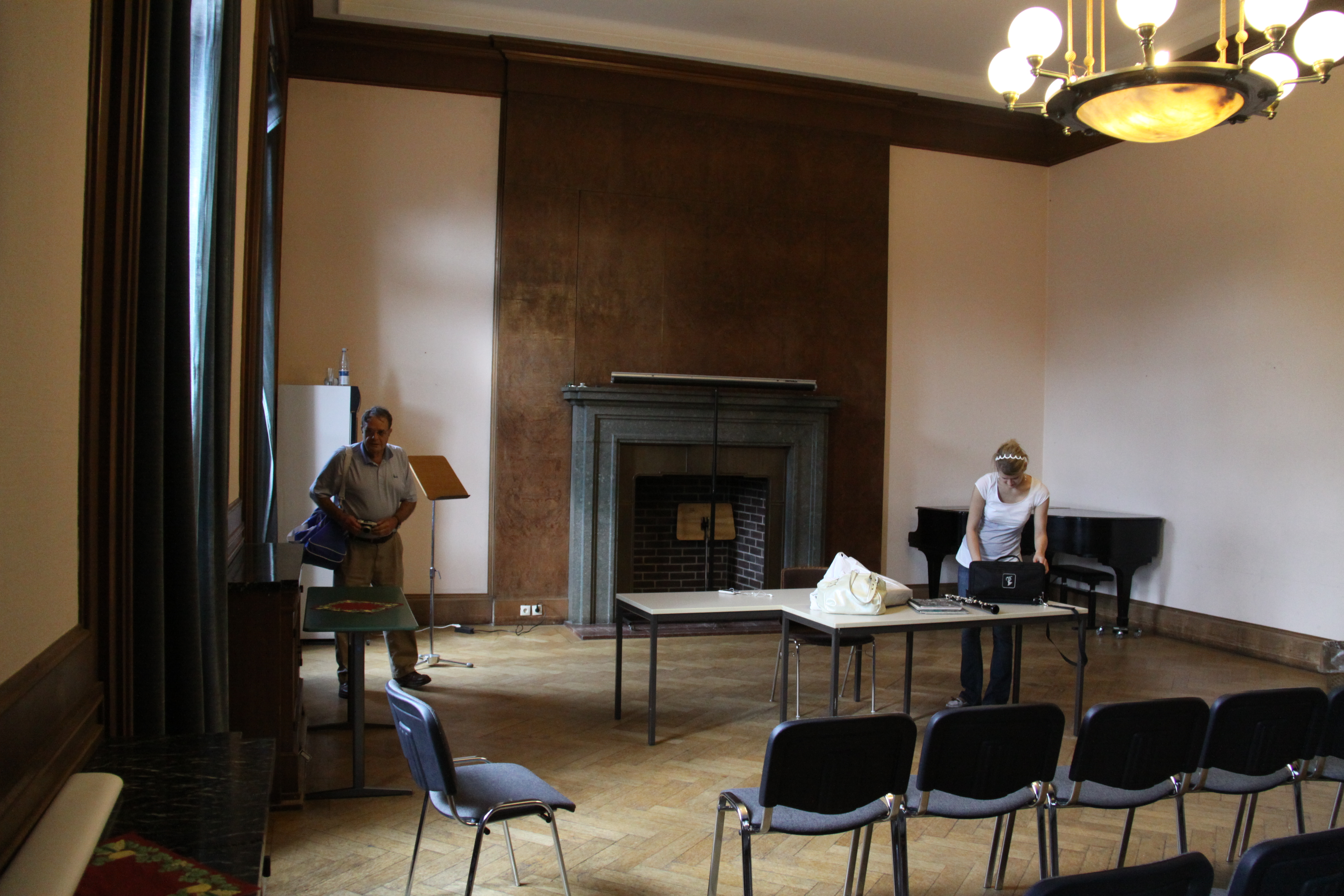
L'ufficio di Hitler nel Führerbau

Progettato da Paul Ludwig Troost, i lavori per il nuovo edificio, già progettato dal 1931, iniziarono nel 1933, per concludersi solo nel 1937, quando oramai l'architetto Troost era morto e pertanto i lavori furono portati a compimento da Gall Leonhard. Durante il periodo del nazionalsocialismo di Adolf Hitler il Führerbau fu usato come un edificio di rappresentanza. L'edificio chiude Königsplatz, insieme con l'edificio amministrativo del partito nazista situato a est. Tra le altre cose nel 1938 il patto di Monaco fu firmato in questo edificio. A partire dal 1945, l'ex Führerbau fu utilizzato come edificio amministrativo e punto di raccolta centrale delle opere d'arte rubate e saccheggiate dai nazisti, tra cui la collezione d'arte di Göring o il sequestro di arte della Missione Speciale Linz. Da qui le opere d'arte identificate sono state restituite ai loro paesi d'origine.
Oggi vi ha sede l'Università di Musica e Spettacolo di Monaco di Baviera e nel 1954, la sala congressi è stata trasformata in una sala da concerto.